# Mors (Frans automerk)

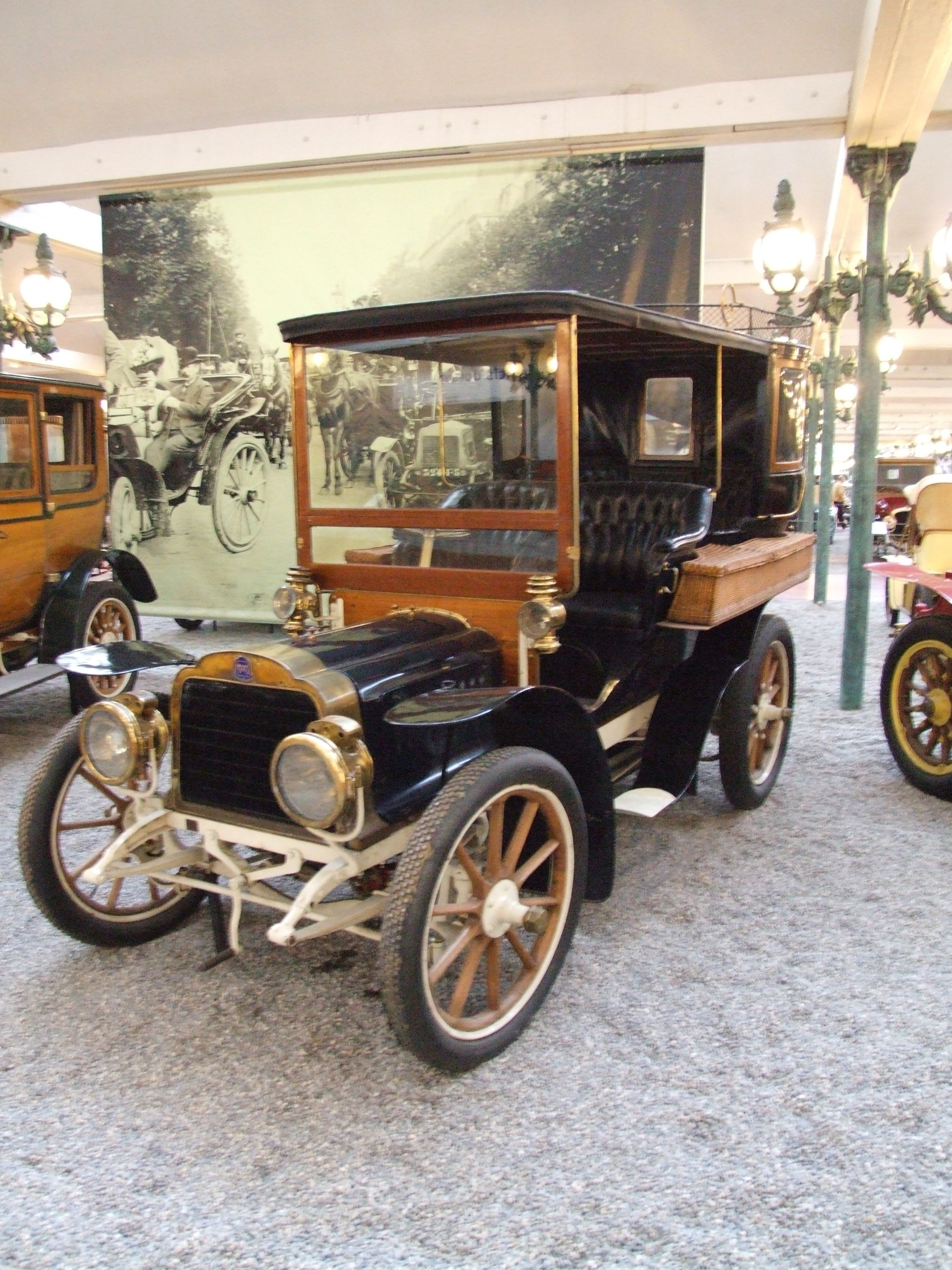
Mors Tonneau Ferme Type N, viercilinder, 1809 cc, 60 km/h (1910)

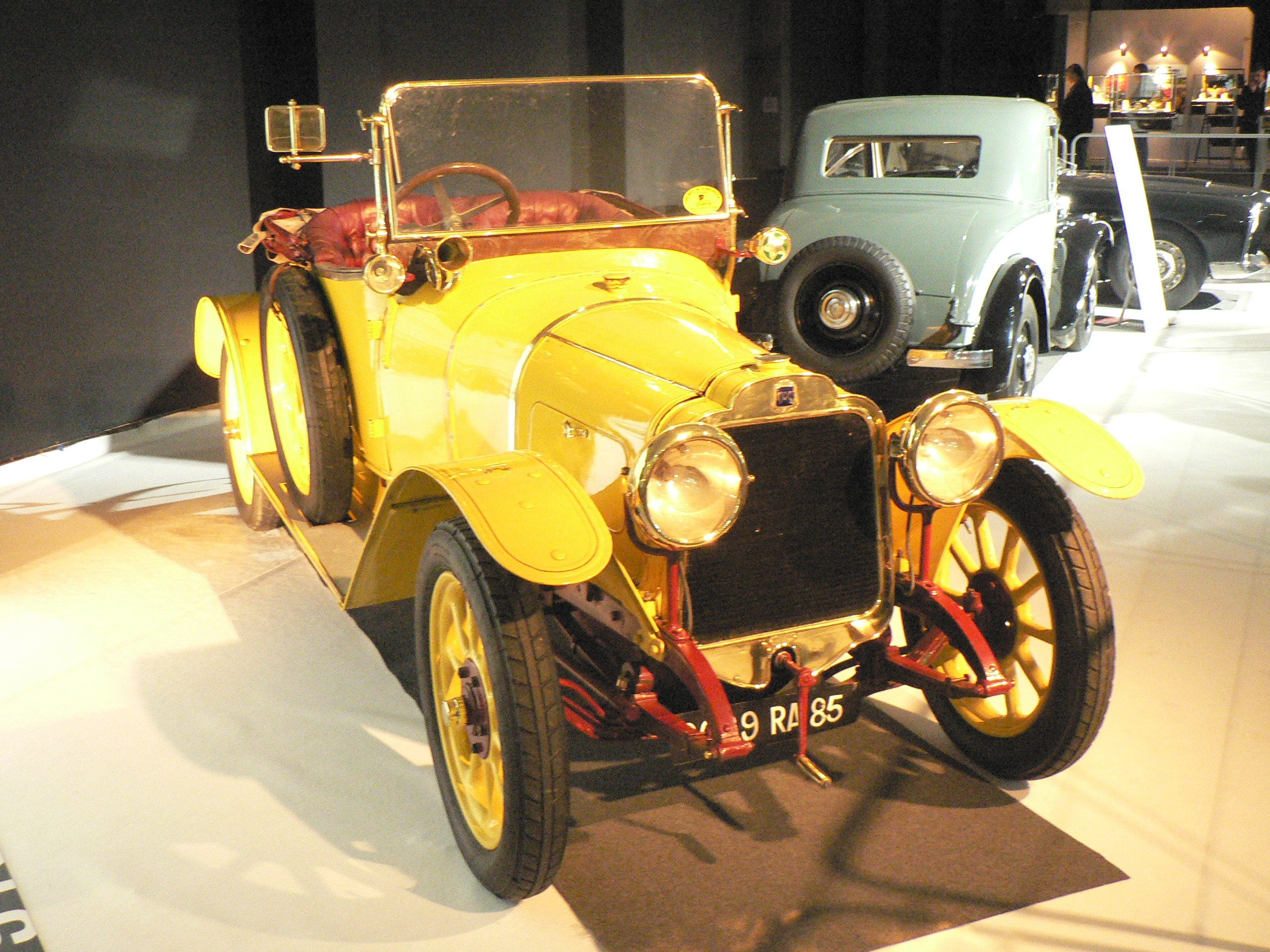
Mors Torpédo RX (1913)

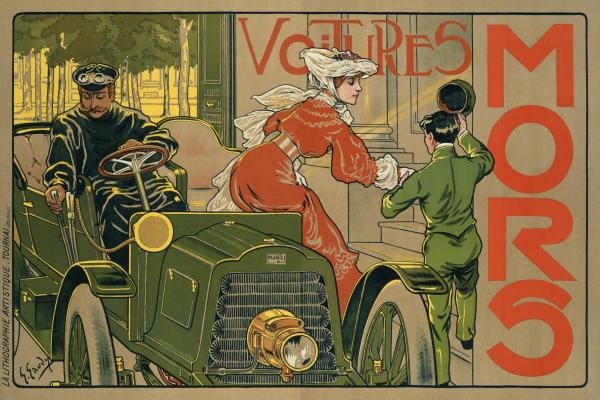
Affiche voor Voitures Mors

Mors is een voormalig Frans automerk.
La Société d'électricité et d'automobiles Mors werd in 1895 in Parijs opgericht door de broers Émile (1859-1952) en Louis Mors (1855-1917). Het bedrijf was rond 1900 een succesvol deelnemer aan races.
In 1896 verscheen de eerste auto, een vis-à-vis met een viercilindermotor in V-configuratie. De productie handhaafde zich tot 1913, op welk moment de auto's enkel met de Knight-schuivenmotor van het Belgische Minerva werden uitgerust.
In december 1907 kampte het bedrijf met grote financiële problemen. André Citroën werd aangetrokken en hij werd op 24 februari 1908 benoemd tot bestuurder. Hij reorganiseerde het bedrijf, moderniseerde de productie en introduceerde nieuwe modellen. Zijn veranderingen hadden succes en de productie verdubbelde in 10 jaar tijd. In 1909 produceerde Mors zo’n 2000 auto's.
De onderneming ging in 1919 op in de vennootschap Citroën. De eerste naoorlogse Mors verscheen pas in 1921 en in 1926 verscheen het laatste automobiel met de naam Mors op de markt.
Dit betekende niet helemaal het einde van de Mors merknaam. Tussen 1951 en 1955 distribueerde en produceerde Mors scooters onder de naam Mors Speed.

## Palmares
- Parijs - Saint-Malo (1899)
- Bordeaux - Biarritz (1899)
- Bordeaux - Parijs - Bordeaux (1900)
- Parijs - Toulouse - Parijs (1900)
- Parijs - Berlijn (1901)
- Parijs - Bordeaux (1901)

Een Mors, bestuurd door M. Augières, behaalde in 1902 het Wereldsnelheidsrecord op land met een topsnelheid van 124,138 km/h.